# Luftfartsministeriet (Storbritannien)
Luftfartsministeriet (engelsk: Air Ministry) var et britisk ministerium, der blev oprettet i 1919 og nedlagt i 1964. Ministeriet administrerede Royal Air Force og havde dermed ansvaret for luftforsvaret af Storbritannien.

## Forgængere
I februar 1916 blev der oprettet et værnsfælles udvalg for luftkrig (the Joint War Air Committee). I maj samme år kom der en luftbestyrelse (the Air Board).
I november 1917 blev der nedsat et luftråd (the Air Council).

## Ministre
Luftfartsministeriet blev oprettet den 10. januar 1919. Den første minister var Winston Churchill, der sad i embedet indtil 1921.
Samuel Hoare var minister i 1922 – januar 1924, november 1924 – 1929 og igen i april – maj 1940.
Harold Macmillan var minister i maj – juli 1945.
Philip J. Noel-Baker var minister i 1946 – 1947. Han deltog i Sommer-OL 1912 og Sommer-OL 1924. Han vandt sølv ved Sommer-OL 1920. Han fik Nobels fredspris i 1959.

## Efterfølger
Den 1. april 1964 blev de tre militære ministerier (Marineministeriet (Admiralty), Krigsministeriet (War Office) og Luftfartsministeriet (Air Ministry)) slået samme til ét fælles forsvarsministerium.